# قائمة كاميرات ناسا على المركبات الفضائية

شعار وكالة ناسا الفضائية

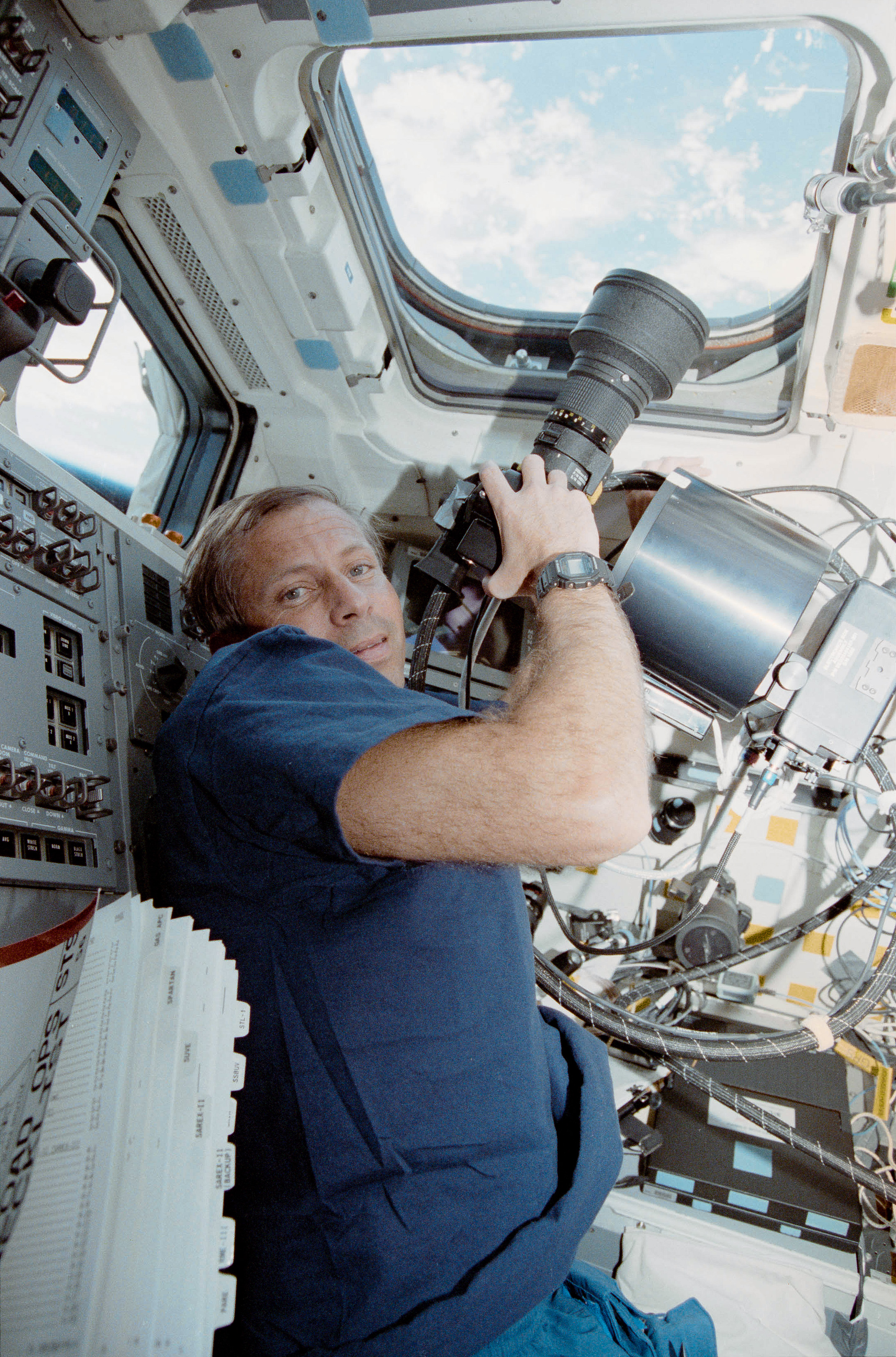
رائد فضاء مع كاميرا نيكون F4 هرقل

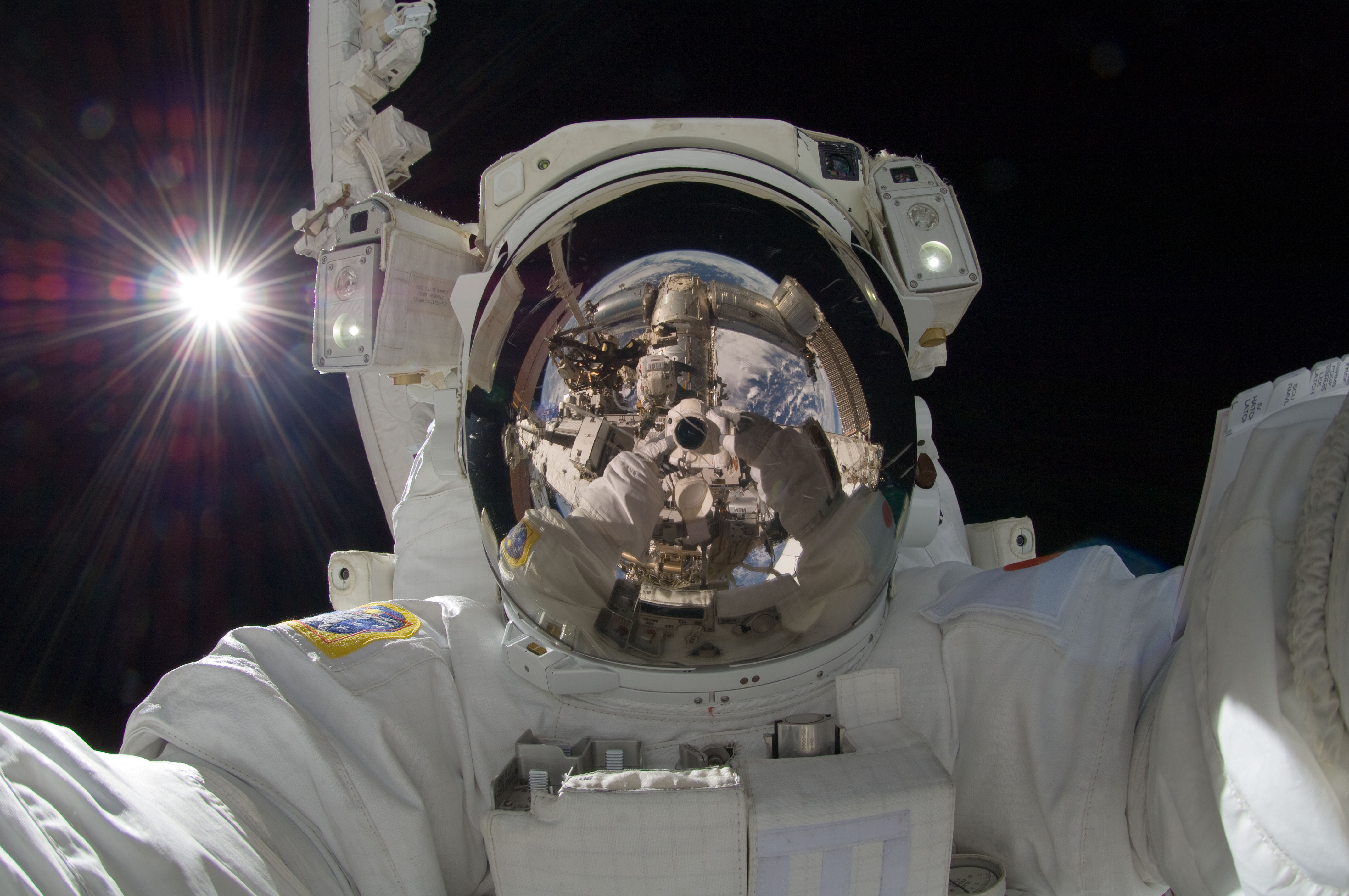
رائد الفضاء الياباني أكيهيكو هوشيد يلتقط صورة لنفسه في إحدى خرجاته من محطة الفضاء الدولية في 5 سبتمبر 2012

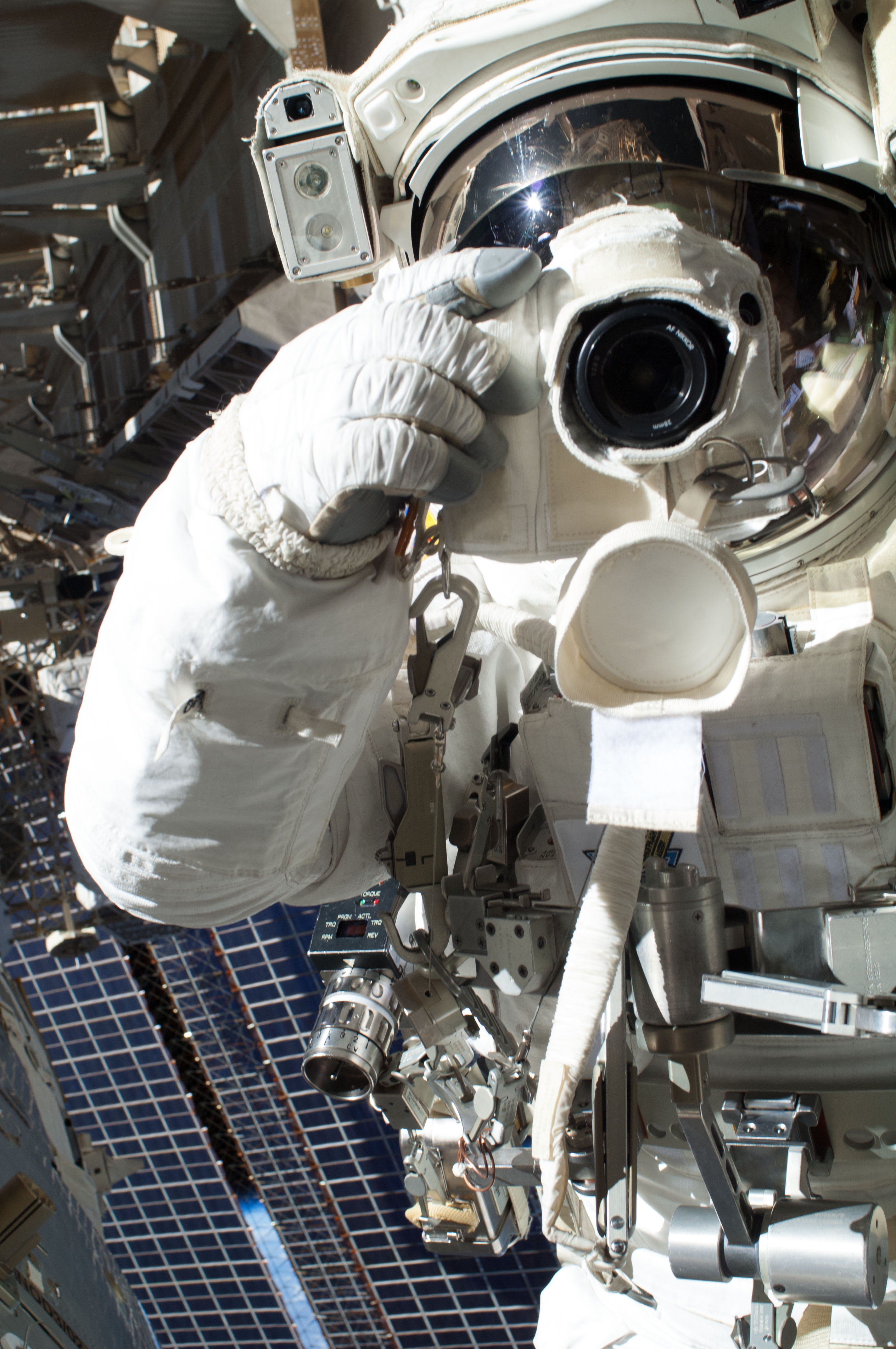
إحدى رواد الفضاء يأخذ سيلفي أثناء مشية الفضاء

قامت وكالة ناسا الفضائية بتشغيل العديد من الكاميرات على متن مركباتها الفضائية على مدار تاريخها.

## برنامج أبوللو
- كاميرا تلفزيون أبوللو.[1][2]
- هاسيل بلاد "كاميرا كهربائية" (معدلة 500El) مع فيلم 70 ملم، وكاميرا اكتساب البيانات (DAC) مع فيلم 16 ملم.[3][4]
- نيكون مع فيلم 35 ملم.
- كاميرا للخرائط (متري) (بعد بؤري 7.6 سم) مع فيلم 127 ملم. تم استخدام هذا النوع من الكاميرات في بعثات أبولو 15، أبولو 16، أبولو 17.[5]
- كاميرا ستيلر (بعد بؤري 7.6 سم) مع فيلم 35 ملم. تم استخدام هذا النوع من الكاميرات في بعثات أبولو 15، أبولو 16، أبولو 17.
- كاميرا بانورامية (بعد بؤري 61 سم) مع فيلم 127 ملم، تم استخدام هذا النوع من الكاميرات في بعثات أبولو 15، أبولو 16، أبولو 17.

## سكايلاب
معدات الكاميرا الشخصية:
- كاميرا التلفزيون
- كاميرا فيديو 16 ملم
- كاميرا فيلم 35 ملم
- كاميرا تصوير 70 ملم

## برنامج المكوك الفضائي
- الكاميرات الداخلية للمكوك الفضائي.[7]
- الكاميرات الخارجية للمكوك الفضائي.
- كولومبيا
  - كاميرا تعمل بالأشعة تحت الحمراء.
- نيكون ناسا إف 4.

## البعثات القمرية
- برنامج بيونير، 1958-1960.[8]
  - بيونير 1، كاميرا تلفزيونية.[9]
  - بيونير 2، كاميرا تلفزيونية.[10]
- برنامج المدار القمري، بعثات (1-5)، في الفترة ما بين عامي 1966-1967.

تستخدم الكاميرا عدستين لتوسيع زاوية التصوير ولضمان الحصول على صورة بدقة عالية. تم استخدام في وضع زاوية الرؤية الواسعة والمتوسطة عدسة 80 ملم F 2.8 من شركة شنايدر كروزناخ، ألمانية الصنع، بينما تم استخدام عدسة بانوراما 610 ملم F 5.6 من شركة باسيفيك للبصريات. تم مسح الفيلم ضوئيا في الفضاء وارساله إلى الأرض بواسطة مضخم ضوئي.
- كليمنتين، 1994
  - كاميرا أشعة فوق بنفسجية/مرئية.
  - كاميرا الأشعة تحت الحمراء
  - كاميرا عالية الدقة.
- برنامج القمري الروبتي، عام 2009.
  - مسبار القمر الاستكشافي.
    - كاميرا مركبة الاستطلاع القمرية (إلكروس).

  - قمر صناعي واستشعار عن بعد.
    - كاميرا مرئية، كاميرتين للأشعة تحت الحمراء

## وصلات خارجية
- الصفحة الرئيسية لموقع ناسا
- مقاطع فيديو من موقع ناسا